# Laodicea chapmani
Laodicea chapmani is een hydroïdpoliep uit de familie Laodiceidae. De poliep komt uit het geslacht Laodicea. Laodicea chapmani werd in 1903 voor het eerst wetenschappelijk beschreven door Günther. 